# Ферштеттен
Ферштеттен (нім. Vörstetten) — громада в Німеччині, знаходиться в землі Баден-Вюртемберг. Підпорядковується адміністративному округу Фрайбург. Входить до складу району Еммендінген.
Площа — 7,89 км2. Населення становить 3124 ос. (станом на 31 грудня 2020).

## Міста-побратими
- Л'Етра, Франція
- Ла-Тур-ан-Жаре, Франція